# Ветрохват
Ветрохват, одн. бадгир (перс. بادگیر), је конструкција у облику димњака која је смештена изнад објекта, има два функционална отвора који служе зa довођење и одвођење ваздуха. Отвори ветрохвата су смештени најчешће на свим фасадама торња због ефикаснијег довођења свежег ваздуха. Улазни ваздух долази и из канатског тунела, који пролази до просторије кроз вертикално окно и притом ствара низак притисак (Бернулијев ефект), и извлачи хладни ваздух из каната у просторију где се меша за свежим ваздухом који долази из ветрохвата. У сувим пустињским подручјима овај систем може да смањи температуру ваздуха и преко 15 °C, а један канат може да се користи за хлађење више ветрохвата. Међутим, мешани ваздух је и даље релативно сув, али пријатан за боравак. Системи хлађења помоћу каната и ветроторња се граде у пустињским подручјима преко 1000 година.
Ветрохват је уобичајен у традиционалној иранској архитектури за стварање природне вентилације у зградама, а данас се могу пронаћи широм Југозападне Азије.

## Начин рада
У Централном Ирану је присутна велика температурна разлика између ноћи и дана. Многе зграде су саграђене од дебеле керамике, која дјелује као топлотна изолација (врло мали коефицијент топлотне проводљивости к). Осим тога, куће су врло близу једна другој, са малим прозорима, да би се умањио утицај сунчеве енергије и грејања.
Конструкција ветрохвата се изводила на неколико начина, али најчешће се градила висока кула, која је имала отвор са једне стране, и то обично на страни где су дували уобичајени ветрови, како би се могли “ухватити”. Струјање ваздуха је улазило у средиште зграде, како би унутрашњост могла да се расхлади.
Понекад се користио и канат или подземни канал који је допремао питку воду. Врућ ваздух је улазио у отвор за канат, хладио се у додиру са хладнијом земљом и водом, а затим би пролазио кроз унутрашњост зграде и излазио кроз отвор на високој кули. На тај начин се унутрашњост просторија хладила слично као сунчев димњак.
Конструкција ветрохвата је била толико успешна, да се користила и као расхладни уређај или јакчал (перс. складиште леда). Већ око 400. п. н. е. ирански инжењери су савладали технике чувања леда у пустињама усред љета. Лед су у великим количинама доносили током зиме са оближњих планина, и складиштили га у посебно пројектоване природне хладњаче или јакчале, који се састоје од велике и дебелим зидовима добро изоловане просторије, која је при дну спојена на канат, где је користила хладан подземни ваздух за расхлађивање током великих врућина. Захваљујући том систем лед се топио врло споро, и био је доступан током целе године.